# Đền Kim Liên
Đền – đình Kim Liên (tên chữ là Kim Liên từ), còn được gọi là đền Cao Sơn, là trấn phía nam trong tứ trấn của kinh thành Thăng Long xưa, gồm bốn ngôi đền: Đền Quán Thánh (trấn giữ phía bắc kinh thành); Đền Bạch Mã (trấn giữ phía đông kinh thành); Đền Voi Phục (trấn giữ phía tây kinh thành); Đền Kim Liên (trấn giữ phía nam kinh thành). So với ba ngôi đền kia thì đền Kim Liên được xây dựng muộn hơn (khoảng thế kỷ 16 - 17).

## Vị trí
Đình này thuộc làng Kim Liên cũ, nay là số 176 phố Kim Hoa, phường Phương Liên, quận Đống Đa, thành phố Hà Nội.

## Lịch sử
Đền Kim Liên vốn được lập nên để thờ Cao Sơn Đại Vương (theo tín ngưỡng dân gian, thì đây là một người con của Lạc Long Quân và Âu Cơ, sau theo mẹ lên núi). Theo tấm bia đá đặc biệt cao 2,34m, rộng 1,57m, dày 0,22m hiện còn lưu giữ tại đền (đây cũng là di vật quý giá nhất ở đền này) có bài tựa "Cao Sơn đại vương thần từ bi minh", văn bia do sử thần Lê Trung soạn năm 1510, nói về công lao của thần Cao Sơn. Nội dung cho biết: Khi vua Lê Tương Dực cầm quân dẹp loạn, khôi phục cơ nghiệp của vua Lê Thái Tổ, có ba vị đại thần là Nguyễn Bá Lân, Nguyễn Hoàng Dụ và Nguyễn Văn Lữ cùng đem quân đi chinh phạt. Đến địa phận huyện Phụng Hoá (nay là di tích đền Láo, xã Văn Phú, Nho Quan, tỉnh Ninh Bình) thì thấy cảnh núi rừng rậm rạp có ngôi đền cổ ghi bốn chữ "Cao Sơn đại vương". Rất lấy làm lạ, vua quan bèn khẩn cầu thần phù trợ. Quả nhiên sau mười ngày đã thành công. Vì thế, vua Lê Tương Dực cho xây dựng đền thờ thần Cao Sơn được lập ở Phụng Hóa. Sau nhớ ơn thần đã ngầm giúp dẹp loạn ở Đông Đô, nên năm 1509, vua cho xây dựng lại đền thờ to đẹp hơn ở phường Kim Hoa gần Thăng Long thời bấy giờ.
Sau này, dân làng Kim Liên đã lập thêm cổng tam quan ở phía trước cổng đền ngay sát đầm Kim Liên và bổ sung thêm một số kiến trúc mới, tạo thành đình Kim Liên. Ngoài Cao Sơn Đại Vương, trong đền và đình này còn thờ Tam Phủ, thờ Mẫu, và thờ Chủ tịch Hồ Chí Minh.

## Kiến trúc

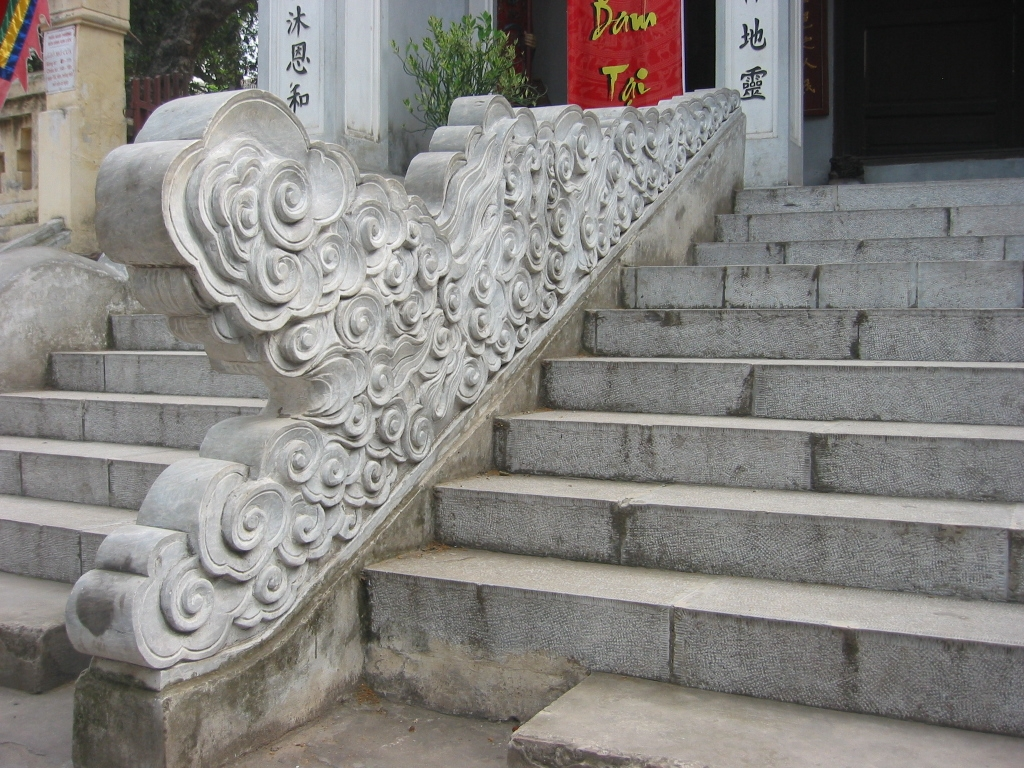
Hình trạm khắc đá tại cổng đền Kim Liên.

Đình được xây dựng trên một gò đất cao ở phía đông đầm Kim Liên. Cổng đình và cửa chính điện đều hướng về phía tây, trông ra đầm Kim Liên (đầm này nay không còn do bị lấp đi để làm đường vành đai 1). Kiến trúc của đình bao gồm hai phần tương đối rõ: phần phía trước gò có một cổng trụ biểu, hai dãy giải vũ hai bên sân gạch rộng và phần kiến trúc chính của di tích nằm trên gò đất cao. Đi hết khoảng sân trên thì qua chín bậc gạch cao được xây bằng những viên gạch vồ có kích thước lớn thời Lê Trung Hưng nối hai bộ phận kiến trúc trên.
Đình chính gồm Nghi môn, Đại bái và Cung cấm. Nghi môn là một nếp nhà ba gian, xây kiểu tường hồi bít đốc. Bốn bộ vì đỡ mái được làm theo kiểu chồng rường giá chiêng, cột trốn. Trên các bộ phận kiến trúc các họa tiết trang trí được thể hiện sinh động, công phu mang phong cách nghệ thuật thời Nguyễn. Nhà đại bái gồm 5 gian mới được thành phố tôn tạo trong dịp kỷ niệm 990 năm Thăng Long-Hà Nội, với kiểu dáng kiến trúc truyền thống. Hậu cung là một nếp nhà ba gian dọc, xây gạch trần mái lợp ngói ta. Trong nhà xây vòm cuốn, nội thất được bố trí như sau: gian ngoài cùng, bó bệ gạch cao để đặt hương án; gian thứ hai xây bệ gạch cao để đặt long ngai và các đồ tế khí. Gian cuối cùng là nơi thờ Cao Sơn Đại Vương và hai nữ thần phối hưởng (Tôn nữ Động Hồ Trưng Vương (công chúa con gái vua Lê) và Huệ Minh công chúa). Vào tháng 2 năm 2009, đình được sửa sang, tu bổ.

## Hiện vật
Di vật quan trọng nhất tại đình Kim Liên là tấm bia đá "Cao sơn Đại Vương thần từ bi minh" do sử thần Lê Tung soạn năm 1510 nói về công lao của thần Cao Sơn trong việc ngầm giúp vua Lê giành lại ngai vàng từ tay ngoại thích và hệ thống 39 đạo sắc phong cho thần Cao Sơn Đại Vương, trong đó có hai sáu đạo thời Lê Trung Hưng, mười ba đạo thời nhà Nguyễn, sớm nhất trong số đó là sắc phong có niên đại Vĩnh Tộ năm thứ hai (1620).

## Lễ hội
Hội đền và đình Kim Liên được tổ chức vào ngày 16 tháng 3 âm lịch hàng năm.
Ở Lễ hội đình Kim Liên, ngoài lễ sóc vọng hàng tháng và các lễ kỳ an, lễ hội chính của đình nhằm vào ngày mười sáu tháng ba, sau giỗ tổ Hùng Vương sáu ngày. Vào hội, có ba nơi rước kiệu tới là Quỳnh Lôi, Phương Liệt, Bạch Mai. Rồi đám rước lớn đi từ đình Kim Liên tới đến Hàng Than( thờ Linh Lang Đại Vương). Trước đó, đền Thủ Lệ (trong tứ trấn) thường cử các cụ bô lão đại biểu mang lễ vật tới dâng cúng.
Sau khi phần nghi lễ là phần tế và khách thập phương dâng hương kết thúc, hội có nhiều trò chơi như: bắt vịt dưới ao( trước đền), cầu bập bênh, nấu cơm thi trên thuyền, chọi gà, bịt mắt đập niêu và đặc biệt là có thi cỗ 7 tầng.
Lịch hội ngày xưa:
- Ngày 11 tháng ba: Rước kiệu long đình và kiệu ông ra cống Nam Khang (Trường Đại học Bách Khoa bây giờ); đi đò vào đền trong (đền ở trên đảo trong Công viên Thống Nhất. Đền thờ Mẫu). Đám rước ở lại sang hôm sau.
- Ngày 12: Rước kiệu bà (kiệu võng), ngựa trắng xuống đình Phương Liệt (thờ bà Đàm Hoa) đón bà ( ở ngã tư Bạch Mai).Trong sắc phong có ghi vợ ngài là bà Đàm Hoa, mẹ là Trương Minh Tự.

## Hình ảnh

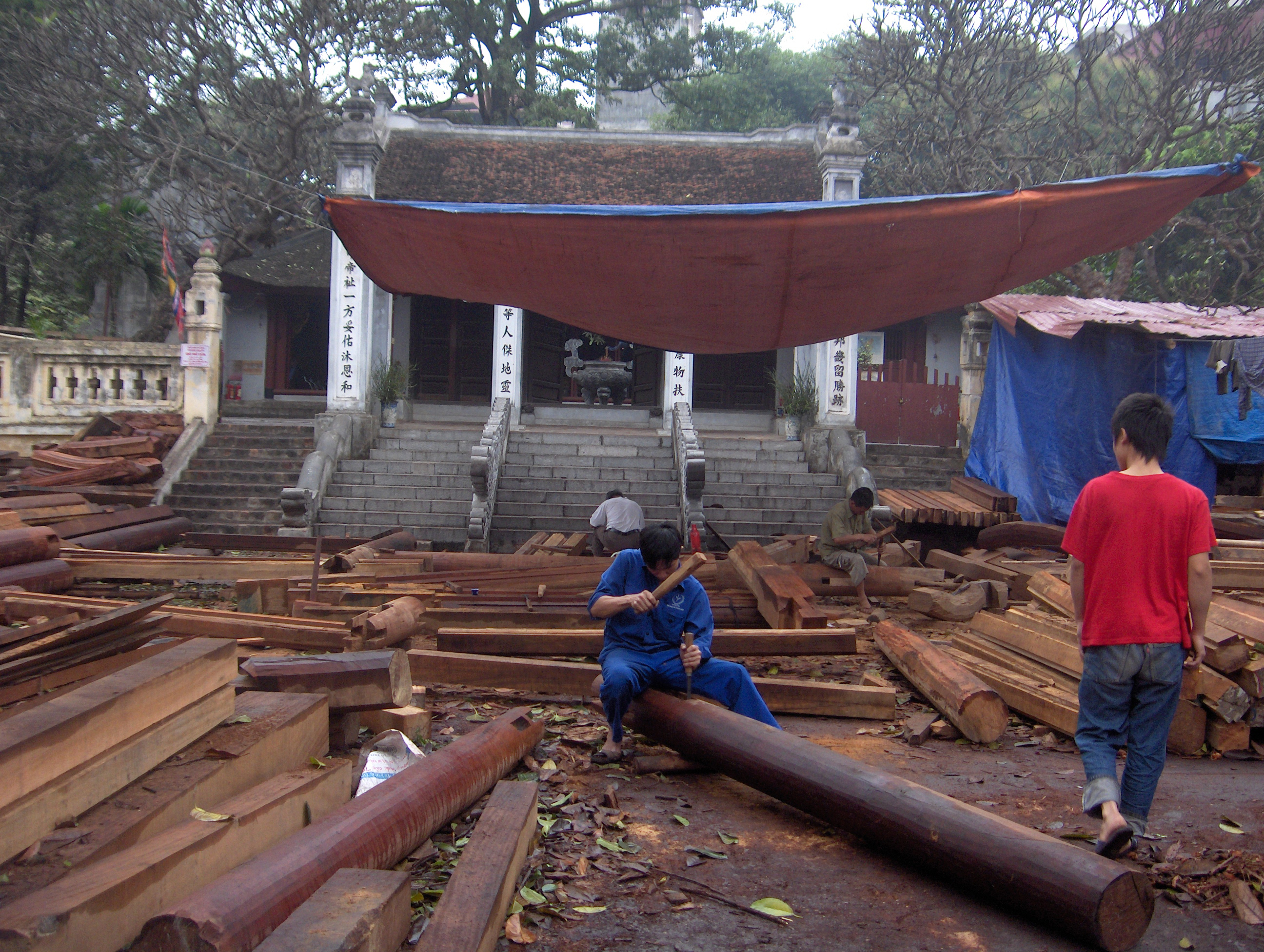
Công việc tu sửa đền năm 2009.
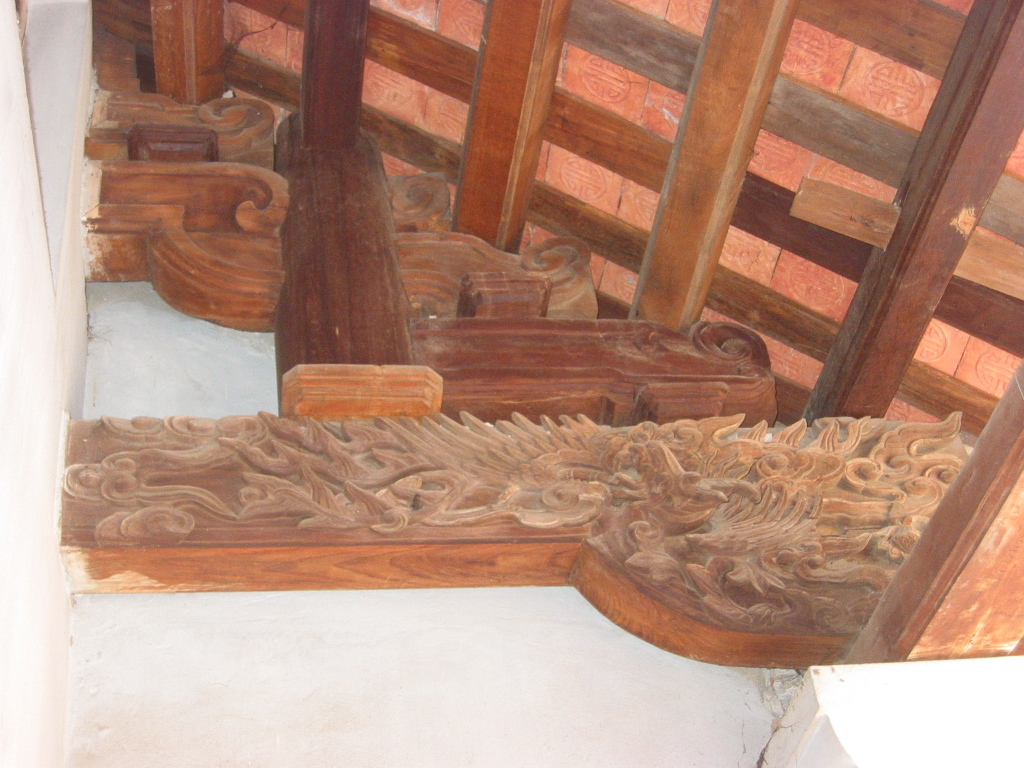
Hoa văn chạm khắc trong mái đền.
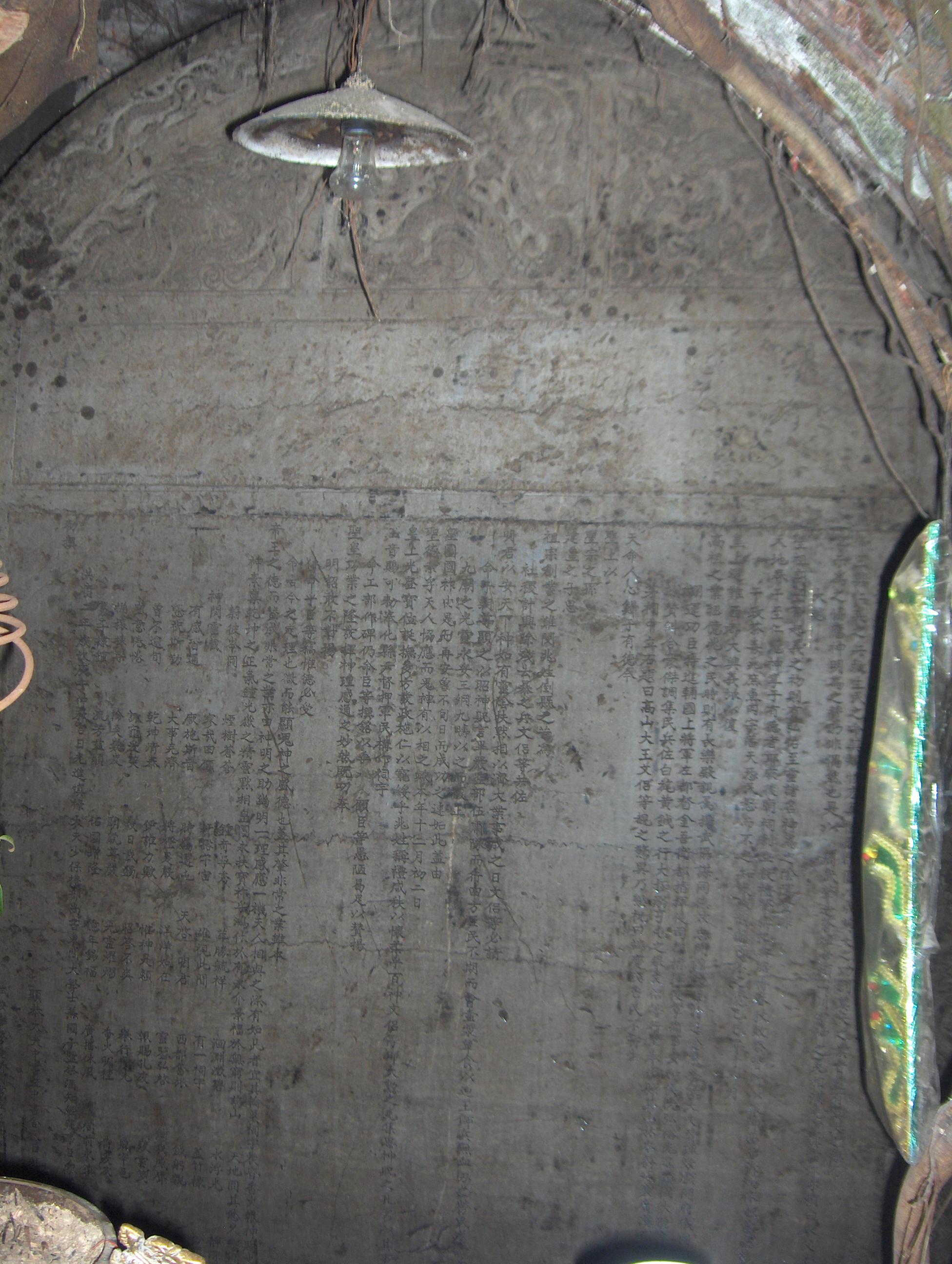
Bia đá.